# Кароліна Марія Австрійська
Кароліна Марія Австрійська (нім. Karolina Maria von Österreich), повне ім'я Кароліна Марія Іммакулата Йозефа Фердинанда Тереза Леопольдіна Антуанетта Франциска Ізабелла Луїза Януарія Крістіна Бенедикта Лаурентія Юстініана (нім. Karoline Maria Immakulata Josepha Ferdinanda Therese Leopoldine Antoinette Franziska Isabella Luise Januaria Christine Benedikta Laurencia Justiniana), (5 вересня 1869 — 12 травня 1945) — ерцгерцогиня Австрійська та принцеса Тосканська з династії Габсбургів, донька ерцгерцога Карла Сальватора Австрійського та сицилійської принцеси Марії Іммакулати.
У 1893—1894 роках обіймала посаду принцеси-настоятельки Терезіанського інституту шляхтянок у Празі.

## Біографія
Кароліна Марія народилась 5 вересня 1869 року в Альтмюнстері. Була четвертою дитиною та другою донькою в родині ерцгерцога Карла Сальватора Австрійського та його дружини Марії Іммакулати Бурбон-Сицилійської. Мала старшу сестру Марію Терезію і братів Леопольда Сальватора та Франца Сальватора. Згодом сімейство поповнилося шістьма молодшими дітьми, з яких троє досягли дорослого віку.
Родина, окрім іншої нерухомості, від 1870 року мала віллу у Старому Болеславі в Богемії.
Матір була відома своєю вродою, її світлина входила до «Альбому краси» імператриці Єлизавети. Та, однак, глузливо йменувала Марію Іммакулату «ловцем перлів», оскільки Карл Сальватор презентував дружині перлові намиста після народження кожної дитини. Сам він був ветераном кількох воєн. Через ревматизм залишив дійсну службу та займався винаходами зброї, часто бував на полюванні. Помер у січні 1892 року від грипу. З матір'ю, яка більше заміж не виходила, залишилися Кароліна Марія, її молодший брат Альбрехт Сальватор і сестра Марія Іммакулата. Старші брати та сестра вже створили власні сім'ї.
У 1893—1894 роках Кароліна обіймала посаду принцеси-настоятельки Терезіанського інституту шляхтянок у Празі.
У віці 24 років взяла шлюб із 26-річним принцом Августом Леопольдом Саксен-Кобург-Готським. Наречений був другим сином принца Людвіга Августа Саксен-Кобург-Готского та Леопольдіни Бразильської, знаходився у лінії успадкування бразильського престолу та носив титул принца Бразилії. Він виріс у Ріо-де-Жанейро та був улюбленцем свого діда-імператора Педру II. Після встановлення республіки у 1889 році в Бразилії, мешкав у Відні. Його спроба відновлення монархії у 1893 році виявилася невдалою.
Весілля відбулося 30 травня 1894 у Відні. Вінчання провів архієпископ Відня Антон Йозеф Ґруша. На церемонії були присутніми члени імператорської сім'ї, включаючи імператора Франца Йосифа й імператрицю Єлизавету. У подружжя народилося восьмеро дітей.
У 1902 році родина придбала замок Ґерасдорф поблизу Відня, Август Леопольд облаштував його у бразильському стилі. У 1916 році він успадкував також маєток Кохарі.
Після повалення монархії сімейство переїхало до Штирії. Чоловік Кароліни Марії пішов з життя у жовтні 1922 року. Ерцгерцогиня після його смерті переїхала до Будапешту.
Померла 12 травня 1945 року у Будапешті. Була похована в тимчасовій могилі. У 1967 році її перепоховали на місцевому цвинтарі Фаркашреті.

## Родина

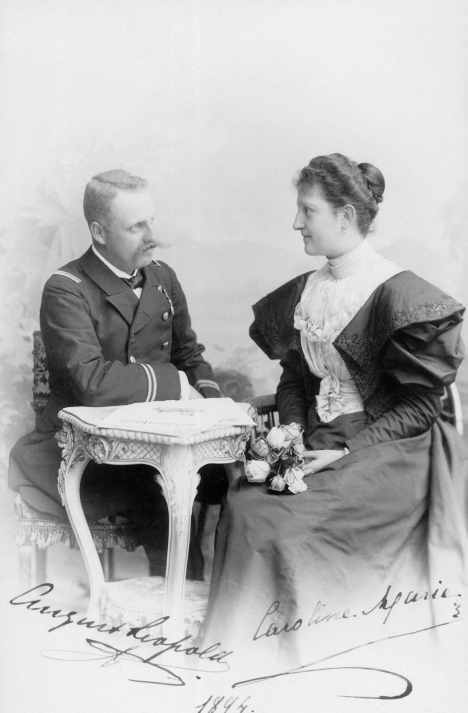
Світлина Кароліни із Августом Леопольдом роботи Карла Піцнера, 1894

Чоловік — Август Леопольд Саксен-Кобург-Готський
Діти:
- Август (1895—1908) — прожив 13 років;
- Клементина (1897—1975) — дружина Едуарда фон Геллера, мала трьох дітей;
- Марія Кароліна (1899—1941) — одружена не була, дітей не мала;
- Райнер (1900—1945) — був двічі одруженим, мав сина;
- Філіп (1901—1985) — був одружений з Сарою Аурелією Халаш, мав сина;
- Терезія (1902—1990) — дружина баронаЛаморала Таксіс-Бордонья-Вальнігра, мала четверо дітей;
- Леопольдіна (1905—1978) — одружена не була, дітей не мала;
- Ернст (1907—1978) — був одружений з Ірмгард Рьолль, дітей не мав.